# Nesuchyně
Nesuchyně (en allemand : Nesuchin) est une commune du district de Rakovník, dans la région de Bohême-Centrale, en Tchéquie. Sa population s'élevait à 425 habitants en 2020.

## Géographie
Nesuchyně se trouve à 9 km au nord-nord-ouest de Rakovník, à 21 km au sud-sud-ouest de Louny et à 53 km à l'ouest-nord-ouest de Prague.
La commune est limitée par Milostín au nord, par Mutějovice à l'est, par Krupá au sud-est, par Chrášťany au sud et par Svojetín à l'ouest.

## Histoire
La première mention écrite de la localité date de 1316.

## Transports
Par la route, Milostín se trouve à 13 km de Rakovník, à 31 km de Louny et à 60 km du centre de Prague.